# Michel Lesage

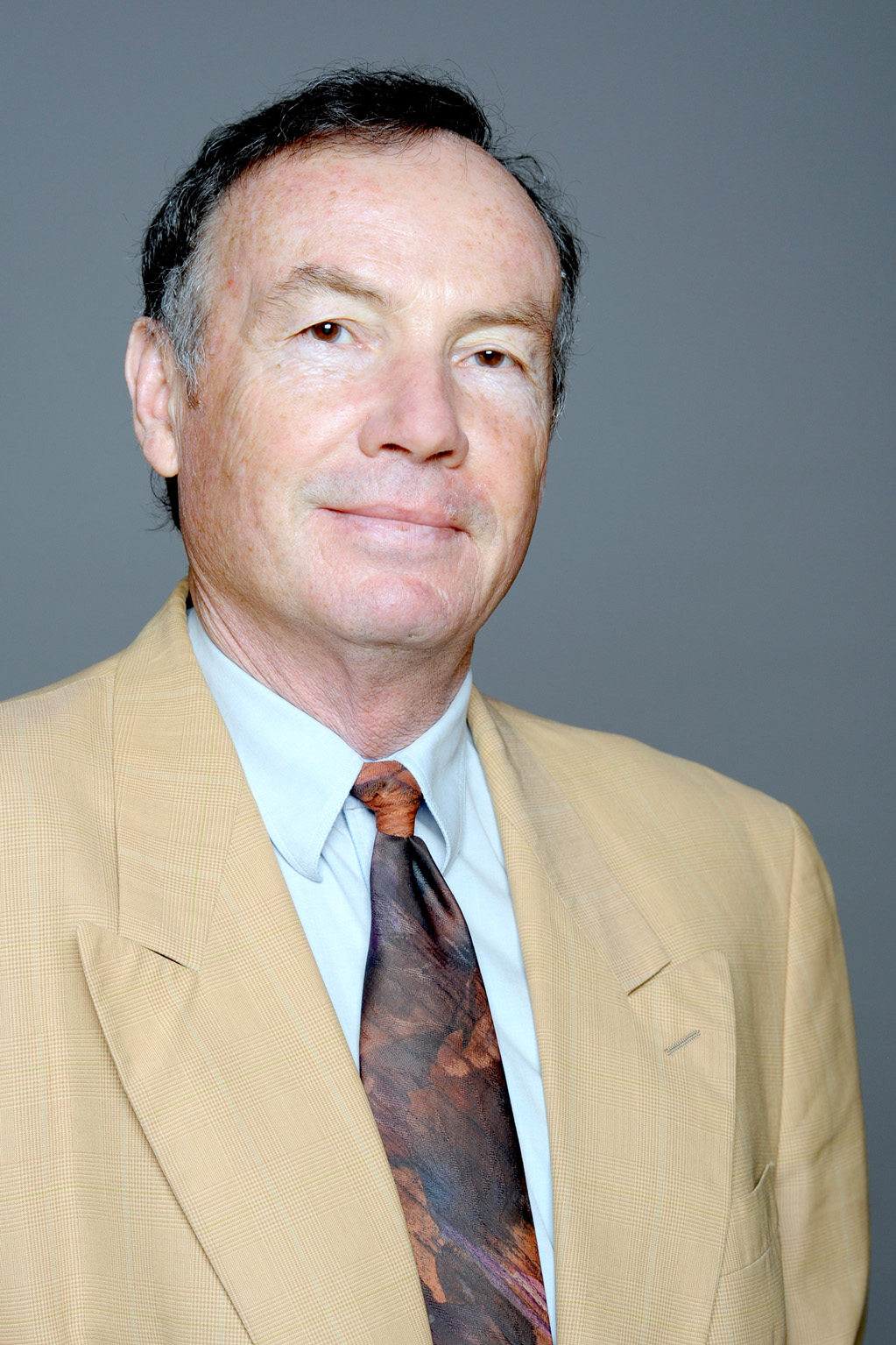
Michel Lesage

Michel Lesage (* 2. Juni 1952 in Cherbourg) ist ein französischer Politiker. Er ist seit 2012 Abgeordneter der Nationalversammlung.
Lesage studierte in Rennes Wirtschaftswissenschaften und erwarb in diesem Fach einen Doktortitel. Nach Abschluss des Studiums war er von 1980 bis 1986 als parlamentarischer Assistent tätig. Danach war arbeitete er im Büro für sozialen Wohnungsbau in Saint-Brieuc. Lesages politische Karriere begann mit dem Eintritt in die Parti socialiste im Jahr 1977 und dem Einzug in den Gemeinderat von Langueux im selben Jahr. 1982 gelang ihm der Einzug in den Generalrat des Départements Côtes-d’Armor und 1989 wurde er zum Bürgermeister von Langueux gewählt. Von 2008 bis 2012 war er zudem Präsident der ehemaligen Communauté d’agglomération de Saint-Brieuc. Bei den Parlamentswahlen 2012 trat er im ersten Wahlkreis von Côtes-d’Armor ein und wurde in die Nationalversammlung gewählt.